# Escola de Negócios Booth
A Escola de Negócios Booth da Universidade de Chicago (em inglês: The University of Chicago Booth School of Business), também conhecida como Chicago Booth, ou simplesmente Booth, é uma instituição de ensino de administração de negócios (MBA) da Universidade de Chicago, localizada na cidade homônima, Illinois, Estados Unidos.
A Booth produziu mais prêmios Nobel de Economia (28) do que qualquer outra instituição de ensino, perdendo apenas para a Universidade de Cambridge na quantidade total. Anteriormente conhecida como Graduate School of Business da Universidade de Chicago, a Chicago Booth é a segunda mais antiga  escola de negócios dos EUA, e a primeira escola desse tipo a oferecer um programa de MBA Executivo. A escola foi renomeada em 2008 após uma doação de 300 milhões de dólares do ex-aluno David G. Booth.
O campus da escola está localizado no bairro Hyde Park, em Chicago, no campus principal da universidade. A escola também mantém campi adicionais em Londres e na Ásia (originalmente Singapura, mas em julho de 2013 foi anunciada a mudança para Hong Kong), bem como a criação de um campus no centro de Chicago, na Magnificent Mile. Além de realizar programas de pós-graduação, a escola realiza pesquisas nas áreas de finanças, economia, pesquisa quantitativa de marketing e contabilidade, entre outras. O programa de MBA em tempo integral está atualmente empatado em primeiro lugar com a Harvard Business School, de acordo com o ranking do U.S. News & World Report.

## História
A Booth School of Business da Universidade de Chicago tem suas origens em 1898, quando o professor James Laurence Laughlin fundou a Faculdade de Comércio e Política,  que se destinava a ser uma extensão dos princípios fundadores "orientação científica e investigação de grandes economias e assuntos sociais de importância cotidiana ".  O programa originalmente serviu como uma única instituição de graduação até 1916, quando mestrados de pesquisa e orientação acadêmica e doutorado foram introduzidos.
Em 1916, a escola foi renomeada Escola de Comércio e Administração (School of Commerce and Administration). Logo depois, em 1922, o primeiro programa de doutorado foi oferecido. Em 1932, a escola foi rebatizada como a Escola de Negócios (School of Business). A Escola de Negócios ofereceu seu primeiro Mestrado em Administração de Empresas (MBA) em 1935. Uma decisão histórica foi tomada pela escola nesta época para concentrar seus recursos exclusivamente em programas de pós-graduação e, consequentemente, o programa de graduação foi extinto em 1942. Em 1943, a escola lançou o primeiro programa de MBA Executivo. A escola foi renomeada para Graduate School of Business (ou mais popularmente, o GSB) em 1959, um nome que manteve até 2008.
Durante a segunda metade do século XX, a escola de negócios foi fundamental para o desenvolvimento da Chicago School of economics, uma filosofia econômica focada em livre mercado, com envolvimento mínimo do governo, devido à interação entre professores e alunos com membros influentes do departamento de economia. Outras inovações da escola incluem iniciar o primeiro programa de doutorado em negócios (1920), fundar o primeiro periódico acadêmico de negócios (1928), oferecer o primeiro programa de MBA Executivo (EMBA) (1943) e oferecer o primeiro programa de MBA de fim de semana (1986). Os alunos da escola fundaram a National Black MBA Association (1972), e é a única escola de negócios dos EUA com campus permanentes em três continentes: Ásia (2000), Europa (1994) e América do Norte (1898).
| Name                                              | Tenure    |
| ------------------------------------------------- | --------- |
| Henry Rand Hatfield                               | 1902–1904 |
| Francis W. Shepardson                             | 1904-1906 |
| C.E. Merriam                                      | 1907-1909 |
| Leon C. Marshall                                  | 1909–1924 |
| William H. Spencer                                | 1924–1945 |
| Garfield V. Cox                                   | 1945–1952 |
| John E. Jeuck                                     | 1952–1955 |
| W. Allen Wallis                                   | 1956–1962 |
| George P. Shultz                                  | 1962–1969 |
| Sidney Davidson                                   | 1969–1974 |
| Richard N. Rosett                                 | 1974–1982 |
| John P. Gould                                     | 1983–1993 |
| Robert S. Hamada                                  | 1993–2001 |
| Edward A. "Ted" Snyder                            | 2001–2010 |
| Sunil Kumar                                       | 2011-2016 |
| Madhav V. Rajan (Interim dean Douglas J. Skinner) | 2017-     |

## Campi
Em Chicago, a Escola Booth tem dois campi: o Charles M. Harper Center, em Hyde Park, que hospeda o MBA em tempo integral e o programa de Ph.D., e o Gleacher Center no centro de Chicago, que hospeda programas de MBA noturno, de final de semana e Executivo. Chicago Booth também tem um campus em London, em frente ao Guildhall, e um campus em Hong Kong.

## Informações Acadêmicas
O Chicago Booth oferece programas de MBA em tempo integral, meio período (noite e fim de semana) e executivo. A universidade também é um importante centro de educação de de PhD.
Concentrações acadêmicas
Alunos dos programas de MBA em tempo integral, MBA Executivo e MBA em meio período podem se concentrar em uma ou mais das 14 áreas, embora o curso exigido por algumas concentrações possa exigir modificações no cronograma para alunos matriculados no programa de meio período.
Honras
Chicago Booth concede "High Honors" aos cinco por cento da turma de formandos e "Honors" aos seus próximos 15 por cento, com base nas médias do GPA de todos os graduados do MBA do ano acadêmico anterior.

### Centros de Pesquisa

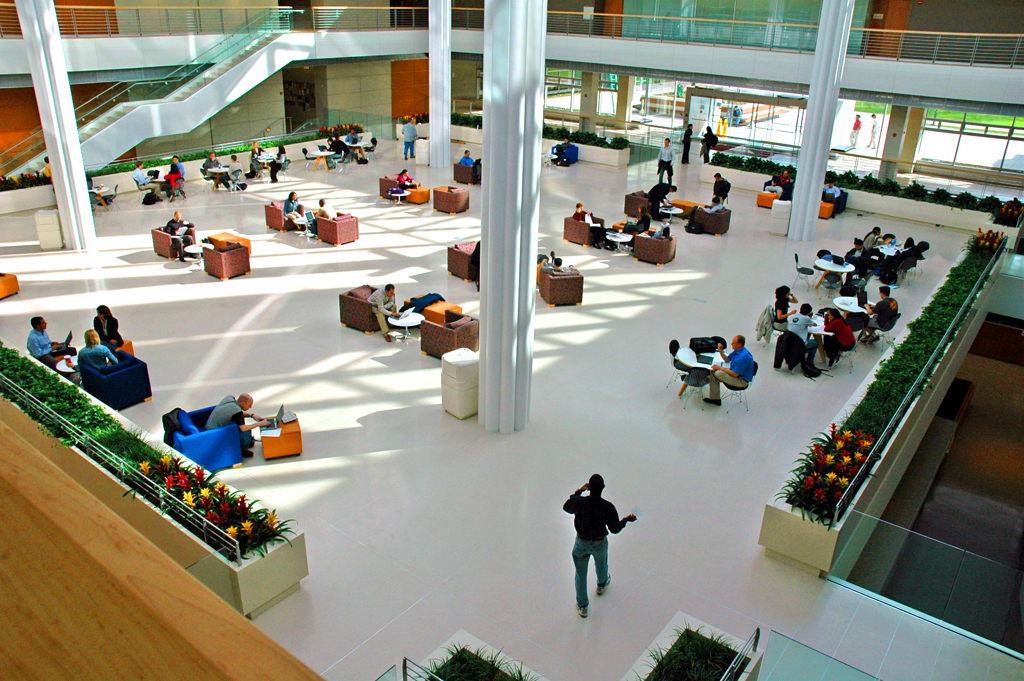
UChicago Booth School of Business interior

A escola promove e divulga pesquisas através de seus centros e institutos. Os mais significativos são:
- Centro de pesquisa contábil
- Iniciativa Teoria Aplicada

- Centro de Pesquisa de Decisão (Center for Decision Research)
- Centro de Economia Populacional
- Centro de Pesquisa em Preços de Segurança
- Iniciativa de Energia de Chicago
- Centro Fama-Miller de Pesquisa em Finanças
- George J. Stigler Center para o Estudo da Economia e do Estado
- Iniciativas em Mercados Globais (Initiative on Global Markets)
- Michael P. Polsky Centro de Empreendedorismo e Inovação
- Instituto Becker Friedman de Pesquisa em Economia
- Centro de Marketing James M. Kilts
- Centro Rustandy para a Inovação no Setor Social

## Rankings
U.S. News & World Report atualmente coloca Chicago Booth em primeiro lugar como a melhor escola escola de negócios nos Estados Unidos (empatado com a Harvard Business School).  A U.S. News também classificou o programa de MBA executivo da escola como #1 e seu programa part-time #2.  Em 2018, The Economist classificou o programa de MBA em tempo integral da escola como número 1 global. The Economist classificou Chicago Booth como #1 de 2012 a 2016.

## Pessoas

### Corpo docente
Booth possum 177 professores, incluindo os ganhadores de prêmio Nobel Eugene Fama e Richard Thaler, candidatos à presidência, e MacArthur fellow. Economistas notáveis Kevin M. Murphy, John H. Cochrane, Luigi Zingales e Raghuram Rajan, e o ex-presidente do Council of Economic Advisers, Austan Goolsbee, também são professores da escola.

### Alumni
A comunidade de ex-alunos de Chicago Booth Alumni possui mais de 49,000 membros e é apoiada por mais de 60 clubes de ex-alunos em todo o mundo. Membros notórios incluem Satya Nadella, Jon Corzine, Peter G. Peterson, Philip J. Purcell, Todd Young, Howard Marks, Megan McArdle, John Meriwether, e Susan Wagner.

## Publicações

### Chicago Booth Review
Chicago Booth Review é uma revista dedicada à pesquisa de negócios, particularmente pesquisas conduzidas pela própria equipe acadêmica de Chicago Booth. Além de cobrir novas descobertas em finanças, ciência comportamental, economia, empreendedorismo, contabilidade, marketing e outros assuntos relevantes para os negócios, a revista apresenta ensaios do corpo docente de Chicago Booth e outros acadêmicos. Uma edição impressa é publicada trimestralmente, e várias artigos são postados semanalmente on-line.
Chicago Booth Review é o mais recente de vários veículos sucessivos que Chicago Booth usou para transmitir seu capital intelectual a um público externo. A partir da década de 1960, a escola publicou a série Selected Papers, uma coleção de artigos escritos por membros do corpo docente ou extraídos de discursos de professores. Em 1997, Booth lançou o Capital Ideas (ISSN 1934-0060)  como um boletim informativo separado, com artigos sobre a pesquisa científica do corpo docente. Posteriormente o boletim evoluiu para uma revista trimestral, relançada em 2016 como Chicago Booth Review.